# Josef Libický (učitel)
Josef Libický (22. ledna 1859 Pardubice – 5. srpna 1920 Mlýneček) byl český učitel, školní inspektor a jednatel Ústřední matice školské. Jeho vnučkou byla historička Jaroslava Honcová (1930–2015).

## Život

### Mládí
Narodil se do rodiny Alexandra Donáta a jeho ženy Marie, rozené Patzakové. Jeho otec Alexandr Donát Libický (1821–1875) působil jako účetní městského úřadu v Pardubicích. Zde mj. také sepsal první německé dějiny města Pardubic do roku 1849, které sepsal v 60. letech a zůstaly pouze v rukopise. Využil je však později Josef Sakař, když sepisoval své Dějiny Pardubic nad Labem.

Josef měl ještě čtyři sourozence: Antonína (1854-1930), Marii (* 1856), Alexandra (1857–1858) a Annu (* 1861). Nejstarší bratr Antonín později vynikl jako matematik a fyzik a stal se ředitelem reálky v Hradci Králové.

Josef Libický studoval do roku 1874 na pardubické reálce, poté na přání otce jeden rok na německé reálce v Liberci. Vlivem finanční tísně rodiny po smrti otce nemohl Josef studovat vysokou školu, nastoupil na učitelský ústav v Hradci Králové, živil se kondicemi a koncem školního roku maturoval. Stal se podučitelem v Bohdanči, kde pobyl dva roky.

Roku 1878 složil zkoušku způsobilosti a stal se učitelem v Pardubicích. V již opět počeštěných Pardubicích se jako uvědomělý vlastenec stal funkcionářem Sokola a členem několika vlasteneckých spolků.

### Učitelem a jednatelem ÚMŠ v Praze
V lednu 1883 se dostal do Prahy na žižkovskou chlapeckou školu, v novém působišti pak absolvoval kursy pro zvýšení své kvalifikace – kurs pro učitele kreslení na učitelských školách pokračovacích (v r. 1885) a kurs pro učitele měšťanských škol s aprobací matematika, přírodopis a fyzika (v r. 1888). V roce 1890 uzavřel v nově postaveném chrámu svaté Ludmily na Vinohradech sňatek s Josefinou Kurzovou, z manželství se narodil v roce 1894 syn Alexandr.

Do Prahy přišel právě v době českého národního uvědomění, v roce znovudostavění národního divadla. Záhy po svém příchodu se zapojil do činnosti Ústřední matice školské (ÚMŠ) a v lednu 1889 byl zvolen do jejího výboru. Již po ročním působení se stal členem presidia ve funkci jednatele, kterou vykonával v letech 1890–1895. Ve své funkci byl nejbližším spolupracovníkem prvního předsedy ÚMŠ Františka Ladislav Riegra a po jeho odstoupení druhého předsedy Jaromíra Čelakovského. Ve funkci jednatele ÚMŠ věnoval Libický vždy dva dny v týdnu zakládání a návštěvám matičních škol v národnostně smíšeném pohraničí.
Roku 1894 se stal Libický řídícím učitelem na průmyslové škole. Proto se od r. 1896 vzdal funkce jednatele ÚMŠ, zůstal však i nadále členem výboru až do konce roku 1899.
V letech 1900–1903 působil dočasně mimo Prahu jako školní inspektor v kolínském okrese.
V r. 1904 se trvale vrátil do Prahy jako školní inspektor pro vinohradský okres. Přes četné služební povinnosti zůstával ve stálém kontaktu s vedením ÚMŠ.

### Na Mlýnečku
v rámci svých služebních povinností jednatele ÚMŠ navštívil Libický šumavskou ves Mlýneček, jež se mu stala osudnou. Mlýneček byl jedinou téměř českou obcí v převážně německém okolí. Na Mlýnečku fungovala zimní expozitura matiční školy v Pelechách, jež byla založena r. 1885 jako jedna ze čtyř matičních škol v domažlickém okrese. Zimní expozitura na Mlýnečku fungovala od r. 1888, neboť tamním dětem hluboké závěje při dlouhotrvajících šumavských zimách znemožňovaly každodenní docházku do školy v Pelechách.
V letech 1891–1892 byla činnost zimní expozitury na Mlýnečku přerušena. Obrat nastal teprve v srpnu 1892, kdy se dostavil na Mlýneček osobně jednatel Ústřední matice školské Josef Libický, aby s tamním hostinským Josefem Šperlem uzavřel smlouvu o podmínkách, za nichž Šperl pronajme ve své chalupě učebnu pro zimní expozituru pelešské matiční školy. V chalupě, jež po Šperlově smrti náležela jeho zeti hajnému Josefu Dekrovi, pak od r. 1893 až do své smrti trávíval Libický se svou rodinou pravidelně prázdniny. Na zahradě Šperlova a později Dekrova hostince se konávaly neformální letní nedělní besedy, na něž Libický zval místní českou inteligenci – učitele, lesníky, celníky či kněze.

### Zřízení obecné školy v Novém Klíčově
V r. 1906 byla zásluhou Libického dlouholetého úsilí zřízena obecná škola v Novém Klíčově. Dne 18. října 1904 s jejím zřízením vyslovil souhlas Zemský výbor a dne 3. května 1905 vydala výnos o jejím zřízení Zemská školní rada. Nyní bylo třeba zkolaudovat pozemek a konečně školu postavit. Podle Libického návrhu měla být škola postavena ze subvence ÚMŠ, úvěru 5 000 zl. pro osadu Nový Klíčov a konečně svépomocí obyvatel Nového Kíčova, Štítovek a Mlýnečku. Nad provedením stavby dohlížel mrákovský vikář Lambert Ludvík.
Škola byla slavnostně otevřena dne 19. srpna 1906. Organizaci slavnosti převzal starosta okresu Domažlice Maxmilián Duffek. Sraz účastníků slavnosti byl v Mrákově, odkud vyrazil průvod sestávající z řad místních politických představitelů, místního výboru ÚMŠ, členů místních spolků, učitelstva z celého kraje a krojovaných zástupů chodského lidu, takže čítal na 1 000 účastníků. Josef Libický měl hlavní projev.
Ač Libický ve funkci jednatele ÚMŠ pomáhal zakládat mnoho škol, škola v Novém Klíčově se stala jeho trvalou láskou, již neustále vylepšoval. Zasadil se o pořízení hromosvodu a svépomocné postavení tělocvičny. Vinohradští učitelé věnovali téhož roku škole knihovnu o 225 svazcích. Do konce svého života získával Libický částky na pořizování školních potřeb a knih pro žáky novoklíčovské školy.

### Osobní život
Mezi Libického osobní přátele patřili např. proslulý cestovatel Emil Holub, spisovatel a kolega K. V. Rais, či akademický malíř Alois Kalvoda.
Josef Libický podnikl tři velké zahraniční cesty. První směřovala do chorvatských přímořských lázní Opatija v r. 1908, kam přivezl poskytnout finanční půjčku pro svého švagra Rudolfa Kurze chybějící do ceny domu, který si chtěl zakoupit. Na jaře 1914 podnikl Libický i se svým dospělým synem Alexandrem velkou zahraniční cestu po Itálii, Palestině a Egyptu. Třetí cestu vykonal v r. 1916 do Tyrolska, odkud přivezl své ženě velký kříž, podepsaný tyrolským řezbářem.
Od konce světové války se jeho zdravotní stav podstatně zhoršil. Zemřel na Mlýnečku dne 5. srpna 1920.

### Odkaz, ocenění
Odkazu Josefa Libického se ujali vinohradští učitelé, kteří založili nadaci nesoucí jeho jméno pro podporu chudých žáků novoklíčovské školy.
V r. 1930 podnikavý novoklíčovský učitel J. Knížek inicioval vzpomínkovou slavnost k desátému výročí Libického úmrtí. Pietní slavnost proběhla 19. srpna – v den otevření školy. Při slavnosti byla na budově novoklíčovské školy odhalena portrétní pamětní deska s nápisem: "Školní inspektor Josef Libický z Král. Vinohradů, ochránce pošumavských hranic zasloužil se o tuto školu." Škola fungovala do r. 1964, pamětní deska však přetrvala do dnešních dní.
Životem Josefa Libického se zabývala Jaroslava Honcová, která životní příběh svého děda zpracovala do článku publikovaného na stránkách Genealogických a heraldických listů.